# 구난

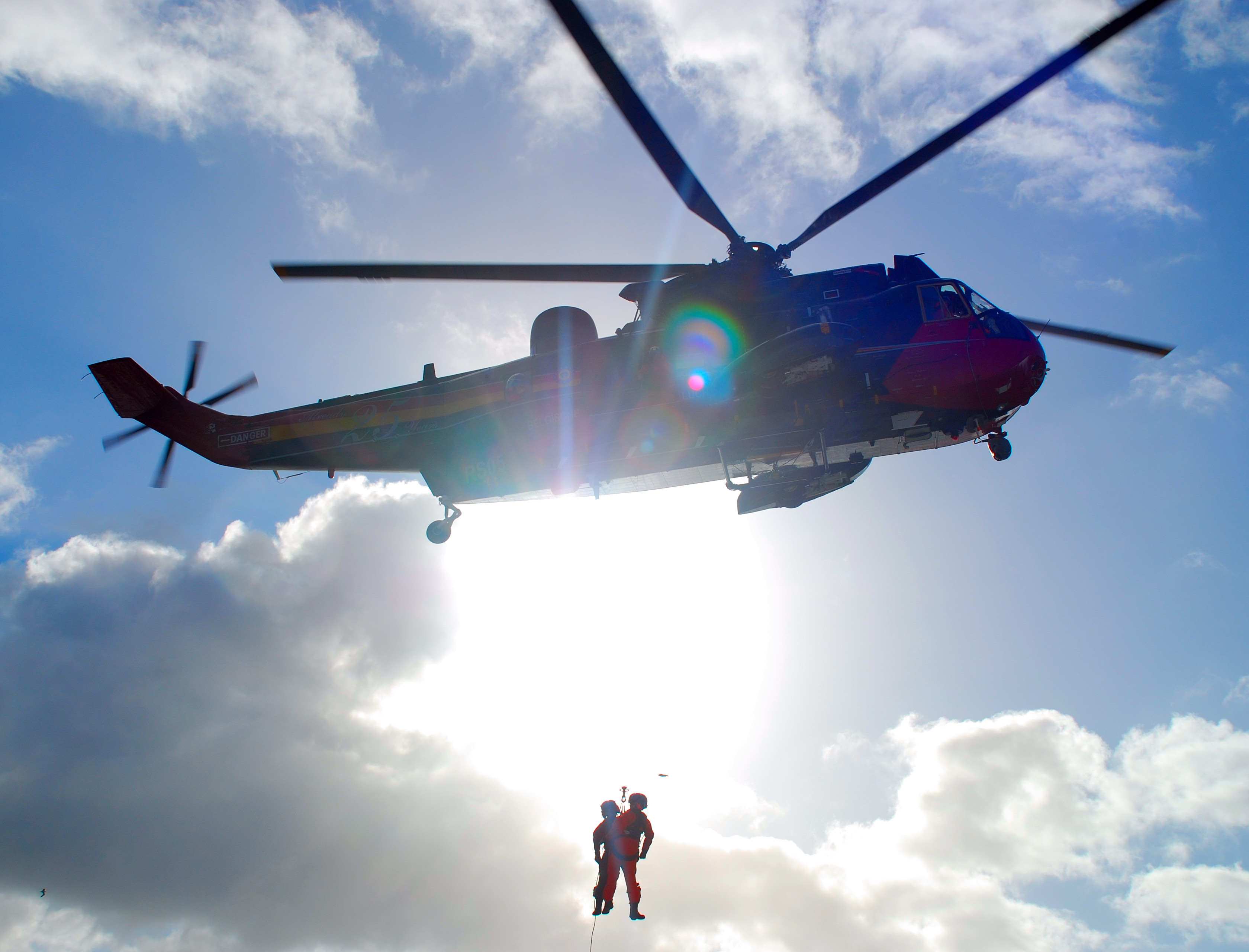
헬리콥터 구명

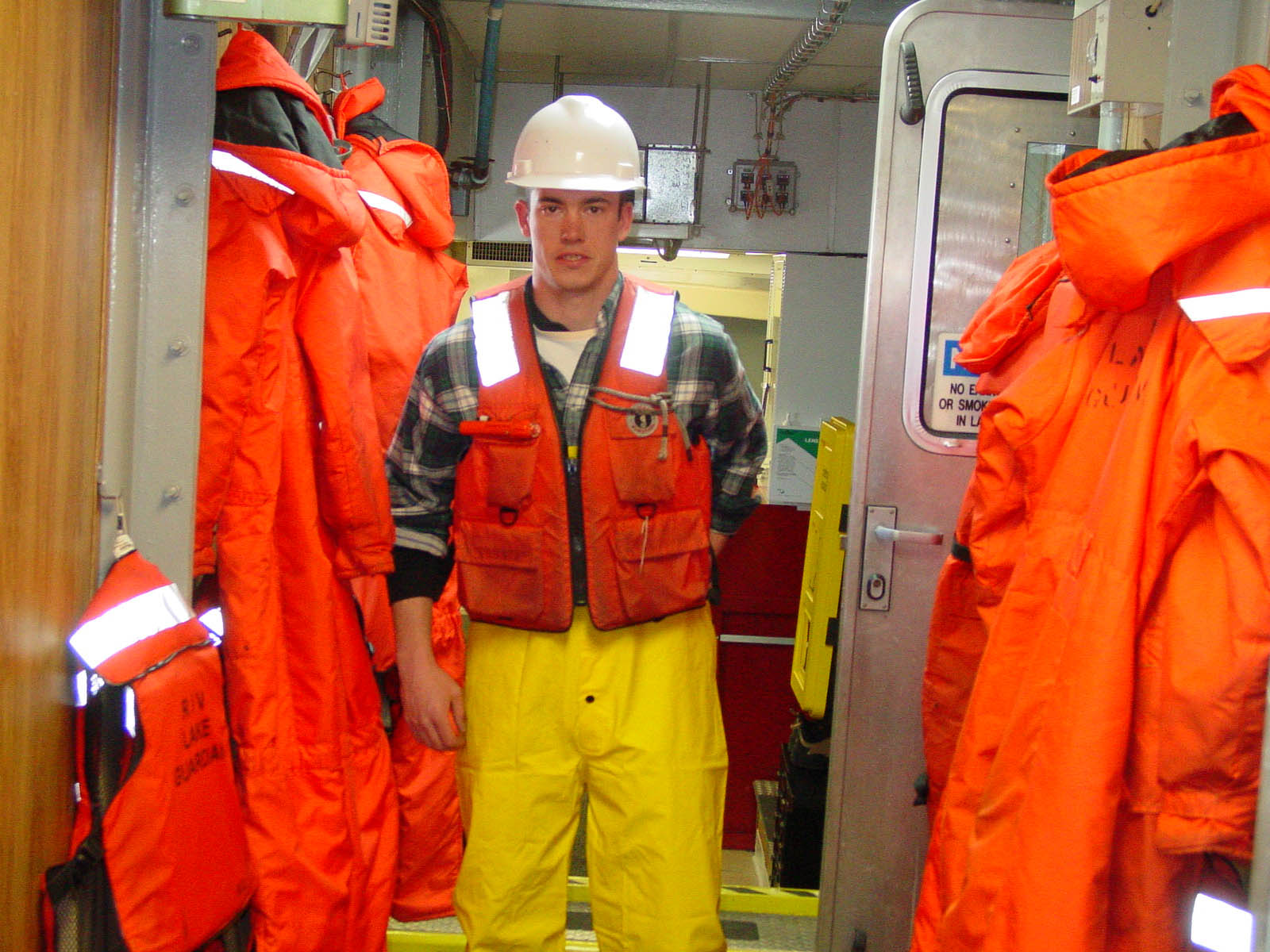
구명조끼

구난 (救難, 영어: rescue)은 위기적인 상황하에 있는 사람의 생명을 구하는 일을 가리킨다. 생명을 구한다는 뜻에서 구생(救生), 구명(救命)이라고도 한다. 구난을 위해서는, 자기 자신의 생명을 지키는 것이, 우선 중요하기 때문에. 위험한 장소 등에의 작업 지시 등에서, 작업 책임자는 구명기구의 준비가 의무이다. 그를 위한 기구를 구명기구라고 부르며, 구명조끼나 구명상자 등으로 불린다.

## 구명행동
예를 들어 교통 사고 등을 일으켰을 경우 운전자는 신속히 피해자 상태를 확인하고 나서 119에 신고해야 한다. 그 후, 구급대가 도착할 때까지 응급 처치를 실시해야 한다.
해난사고의 경우도 같고, 사고를 낸 선박의 책임자 및 당직 책임자는 우선 신속히 피해를 당한 선박의 분 상태를 확인하고 나서 구명 행동을 실시해, 그 후에 122 통보 또는 무선으로 해양경비안전본부 각 관할구역에 연락해야 한다. 그 후, 해양경비안전본부 소속 구난함이 도착할 때까지 수색 활동을 자주적으로 실시해야 한다.
그 밖에 등산대가 사고에 조우했을 경우 리더는 우선 피난 장소를 확보해 부상한 사람을 피난 장소에 유도하고 나서 응급 처치를 실시해야 한다.
구조 (救助)는 구명을 행하기 위한 기본적인 행동이며, 예를 들어 자살할 것 같은 사람을 설득하거나 안전한 장소에 유도하는 등의 행동이다. 더불어 구조에는 뺑소니 사고 등의 피해자를 안전한 장소에 이동시키는 등의 행동도 포함된다.

## 같이 보기
- 응급구조사
- 구명 도구
  - 구명보트
  - 구명조끼
- 구급 의료
- 응급의학
- 응급 처치
- 구난원 (항공 자위대의 위생원)
- 애니멀 구출 (동물의 구출)
- 72시간의 벽
- 탐색 구조
- 무인잠수정(ROV, en:Remotely operated underwater vehicle)
- 자율무인잠수정(AUV, en:Autonomous underwater vehicle)
- 잠수작업지원선(DSV, en:Diving support vessel)
- 잠수종(다이빙벨)
- 세월호 침몰 사고